# Laxenburger Allianz
Die Laxenburger Allianz von 1682 war eine Kreisassoziation verschiedener Reichsstände, Reichskreise und des Kaisers Leopold I. als Reaktion auf die Bedrohung für die Integrität des Reiches durch Ludwig XIV. Ihr ging die Frankfurter Allianz (auch Frankfurter Union) von 1679 voraus. Nach Ablauf des Bündnisses kam es 1686 zur Augsburger Allianz.

## Vorgeschichte
Seit längerem gab es im Reich Bündnisse von Reichsständen im Zusammenhang mit der französischen Expansionspolitik (Reunionspolitik). So schlossen sich 1673 im Quedlinburger Rezeß der Nieder- und der Obersächsische Reichskreis zusammen. Dieser wurde kurze Zeit später durch den Beitritt des Fränkischen Reichskreises zur Mühlhauser Assoziation erweitert.
Allerdings stellten diese noch kein Bündnis gegen Frankreich dar. Ernst August von Hannover bemühte sich um ein Bündnis aus Bayern, Braunschweig und möglicherweise Brandenburg. Im Süden gab es Gespräche zwischen dem Schwäbischen, Fränkischen und Bayerischen Kreis zu einer gemeinsamen Verteidigungspolitik.

## Frankfurter Allianz
Die eigentliche Initiative ging insbesondere von Georg Friedrich von Waldeck aus. Ein weiterer Protagonist war der Fürstbischof von Bamberg und Würzburg Peter Philipp von Dernbach. Dieser stand der Funktionsfähigkeit des Reichstages zunehmend skeptisch gegenüber.
Auf Drängen von Waldecks hin schlossen sich verschiedene kleine Reichsstände, insbesondere aus der Wetterau, dem Westerwald und der Eifel, zur Frankfurter Allianz zusammen. Neben dem Schutz des Reiches ging es den Partnern auch darum, ihre Interessen gegenüber stärkeren Reichsständen, insbesondere dem Hochstift Münster, zu wahren. Es ging ihnen gegenüber Frankreich um die Wahrung des Westfälischen Friedens und des Friedens von Nimwegen.

## Laxenburger Allianz
Insbesondere die Inbesitznahme Straßburgs durch Frankreich machte deutlich, wie groß die Gefahr war, die von Ludwig XIV. hinsichtlich der Integrität des Reiches ausging. Gerade bei Bischof Dernburg führte dies dazu, dass er vor der Gefahr warnte, die von Frankreich drohte.
Waldeck plante, den Bund zu erweitern. Ein wichtiger Punkt für die Attraktivität des Bundes war, dass mit dem Beitritt und der Leistung von zusätzlichen freiwilligen Kosten eine Art Lastenausgleich verbunden war. Wer militärische Zusatzleistungen erbrachte, brauchte nicht mehr die teuren Quartierbelastungen für die Armierten Reichsstände oder die Kaiserliche Armee tragen. Auf der anderen Seite waren mit dem Beitritt erhebliche Lasten verbunden. Die beteiligten Stände waren bereit, zur Aufstellung einer gemeinsamen Armee 130 Römermonate aufzubringen. Waldecks Planung ging von drei Armeen aus. Allerdings machte dies eine Erweiterung der Mitgliederzahl nötig. Dernbach fand den Plan überzeugend und setzte sich für den Beitritt des Fränkischen Kreises ein.
In der Folge setzte sich unter anderem Wilhelm III. von Oranien für eine Erweiterung der Allianz ein. Ihr traten schließlich auch Hessen-Kassel, Hessen-Darmstadt, die Abtei Fulda, die Hochstifte Bamberg und Würzburg sowie der Oberrheinische, der Fränkische und der Schwäbische Reichskreis bei.
Die Initiatoren bemühten sich darüber hinaus um den Beitritt des Kaisers. Dieser zögerte zunächst. Da Brandenburg zu der Zeit mit Frankreich verbündet war und auch andere starke Reichsstände wenig Neigung zu einer Beteiligung zeigten, war Leopold I. schließlich bereit, sich zu beteiligen. Auf Schloss Laxenburg bei Wien trat daher 1682 auch Leopold I. dem Bündnis zum Schutz der Reichsgrenzen bei. Kurze Zeit später schlossen sich auch Sachsen-Gotha und Sachsen-Eisenach an.
Die Beteiligung des Kaisers gab der Assoziation der Reichskreise eine neue Qualität. Es ging nicht mehr um die Interessen einiger Kreise, sondern um die Reichsverteidigung insgesamt. Der Kaiser versuchte mit der Laxenburger Allianz, das verbreitete Assoziationswesen für sich nutzbar zu machen. Bemerkenswert war, dass in der Allianz sowohl protestantische wie auch katholische Stände vereint waren. Die Laxenburger Allianz bildete den Kern einer starken kaiserlichen Partei im Reich.
Ziel war es, den inneren Frieden im Reich aufrechtzuerhalten und eine erste Abwehr gegen eine mögliche französische Bedrohung zu schaffen.
Das Bündnis war auf drei Jahre abgeschlossen. Vereinbart wurde die Aufstellung von drei Reichsarmeen mit insgesamt 30.000 Mann unter dem Oberbefehl des Kaisers, die entlang des Rheins stationiert werden sollten. Die mittlere Armee sollte Waldeck selbst kommandieren. Damit war ohne Beteiligung des Reichstages ein faktischer Reichskrieg gegen Frankreich möglich geworden. Zwar war kurz zuvor die Reichsdefensionsordnung beschlossen worden, aber durch die hinhaltende Politik Brandenburgs war diese nur bedingt wirksam.
Über das Reich hinaus kam es zu einer Verbindung auch mit Schweden und den Niederlanden. Kurköln, Kurmainz und Brandenburg standen abseits und kritisierten, dass der Bund einen Krieg mit Frankreich provozieren könnte.
Allerdings entwickelte sich das Bündnis in der Praxis langsamer als gedacht. So liefen die Rüstungen nur schleppend an. Zudem starb 1683 mit Dernburg einer der Initiatoren der Allianz.
Letztlich kam das Bündnis aber nicht gegenüber Frankreich, sondern gegenüber dem osmanischen Reich zum Einsatz. Nach Ablauf der Vertragsfrist begann insbesondere Leopold I. 1685 mit der Werbung für eine Erneuerung und Erweiterung des Bundes. Diese nahm in der Augsburger Assoziation von 1686 Gestalt an.